# Барбашинов, Михаил Никанорович
Михаи́л Никано́рович Барбаши́нов (22 января [4 февраля] 1907, Верхний Мамон, Воронежская губерния — 6 апреля 1997, Санкт-Петербург) — советский лётчик штурмовой авиации Военно-морского флота, участник советско-японской войны, Герой Советского Союза (14.09.1945). Полковник (22.03.1949).

## Биография
Родился 9 (22) января 1907 года в селе Верхний Мамон (ныне — Верхнемамонского района Воронежской области) в семье крестьянина. Русский. В конце 1920-х годов по комсомольскому призыву уехал в Туркмению на строительство ирригационных систем в засушливых районах  Член ВКП(б) с 1929 года. В 1931 году окончил Центральную партийную школу при ЦК КП Туркмении.
В ноябре 1931 года был призван в Красную армию на срочную службу. Проходил её в 9-м корпусном артиллерийском полку Северо-Кавказского военного округа, где получил специальность наводчика артиллерийского орудия. В августе 1932 году направлен курсантом в Высшую школу морских лётчиков и летнабов им. Сталина (Ейск), по окончании которой в январе 1935 года назначен инструктором-пилотом 8-й военной авиационной школы пилотов ВВС РККА. Но уже в марте 1935 года переведён из ВВС РККА в ВВС ВМФ СССР и прибыл на Тихоокеанский флот, где был назначен пилотом 3-й морской дальнеразведывательной эскадрильи ВВС флота. С мая 1938 года он служил в 115-м отдельном разведывательном авиационном полку ВВС Тихоокеанского флота: командир звена, с декабря 1939 года — инспектор—лётчик по технике пилотирования, с февраля 1941 — заместитель командира эскадрильи по строевой части, с января 1942 года — командир эскадрильи. В 1936 году за успехи в боевой и политической подготовке награждён орденом Красной Звезды.
В июле-августе 1938 года участвовал в боях у озера Хасан, совершил несколько вылетов на разведку, за что награждён знаком «Участнику Хасанских боёв». 
На Дальнем Востоке старший лейтенант Барбаршинов встретил начало Великой Отечественной войны. На фронт попасть, несмотря на все поданные рапорты, не удалось. В июне 1943 года был назначен помощником командира по лётной подготовке и воздушному бою 37-го штурмового авиационного полка. В феврале 1944 года командир полка В. Н. Каштанкин убыл на фронт, и командование принял майор М. Н. Барбашинов. 
Командир 37-го штурмового авиационного полка 12-й штурмовой авиационной дивизии Военно-воздушных сил Тихоокеанского флота майор М. Н. Барбашинов отличился в войне с Японией в августе 1945 года.
9 августа 32 штурмовика Ил-2 37-го штурмового авиаполка под прикрытием истребителей нанесли бомбовый удар по порту Юки (Северная Корея). Барбашинов как командир полка на основе данных разведки грамотно спланировал удар и сам возглавил ударную группу. Сделав несколько заходов на цели с разных направлений, экипажи потопили 2 транспорта противника по 1500 тонн каждый, повредили 1 транспорт, сторожевой корабль и баржу (потери составили 2 самолёта сбитыми и 2 повреждёнными зенитным огнём). Один из потопленных транспортов был на личном счету майора Барбашинова. Вечером в тот же день массированный налёт на порт был повторён, и вновь один из 3-х потопленных в этом ударе транспортов был на счету командира полка (потопление засчитано в группе). А 10 августа 25 штурмовиков полка вновь атаковали порт, потопив 2 транспорта (один вновь на групповом счету командира полка).
Всего за время боевых действий лётчики полка потопили 14 транспортов, танкер, эсминец и уничтожили 5 батарей, 4 железнодорожных эшелона. Командир полка лично уничтожил один транспорт и два потопил в группе. За образцовое выполнение боевых заданий командования 37-й штурмовой авиационный полк преобразован в гвардейский.
Указом Президиума Верховного Совета СССР от 14 сентября 1945 года «за образцовое выполнение заданий командования на фронте борьбы с японскими империалистами и проявленные при этом отвагу и геройство» майору Барбашинову Михаилу Никаноровичу присвоено звание Героя Советского Союза с вручением ордена Ленина и медали «Золотая Звезда» (№ 7134).
После войны продолжал службу в авиации Военно-Морского флота. Был помощником командира 18-й смешанной авиационной дивизии ВВС Тихоокеанского флота, командиром 12-й штурмовой авиационной дивизии ВВС 5-го ВМФ. Затем был переведён на Балтику командиром 90-й истребительной авиационной дивизии ВВС 8-го ВМФ. В 1952 году окончил Военно-воздушную академию. Затем был старшим преподавателем кафедры тактики авиационного факультета Военно-морской академии. С июля 1958 полковник Барбашинов — в запасе. 
Жил в городе Санкт-Петербурге. Скончался 6 апреля 1997 года. Похоронен в колумбарии крематория в Санкт-Петербурге/

## Награды
- Медаль «Золотая Звезда» Героя Советского Союза № 7134 (14.09.1945)
- Орден Ленина (14.09.1945)
- Два ордена Красного Знамени (13.08.1945, 13.06.1952)
- Орден Отечественной войны I степени (11.03.1985)
- Два ордена Красной Звезды (25.05.1936, 06.11.1947)
- Медаль «За боевые заслуги» (03.11.1944)
- Ряд других медалей СССР и РФ[7]

## Память
- Именем М. Н. Барбашинова в селе Верхний Мамон Верхнемамонского района названа улица, на одном из домов на которой установлена мемориальная доска[8].
- В городе Артём Приморского края в военном гарнизоне «Двойка» построена аллея Героев «Приморья славные сыны». Имя М.Н.Барбашинова увековечено среди других Героев Советского Союза, чьи судьбы были связаны с Приморским краем. А в ТУ «Заводское» Артемовского городского округа, на месте бывшего аэродрома «Кролевец», где базировался 37-й шап, построена школа, в ней установлена парта Героя с именем Михаила Барбашинова.